# تسفينغنبرغ
تسفينغنبرغ (بالألمانية: Zwingenberg, Hesse) هي بلدة، Gemarkung و بلدة ألمانية تقع في Kreis Bergstraße في ألمانيا. يقدر عدد سكانها بـ 7,050 نسمة .

## المدن التوأمة
مدن Pierrefonds، بريزيغيلا، Tetbury و اكارتسبرغ هي مدن توأمة لتسفينغنبرغ.

## أعلام
- رولاند غونتر
- ثيودور لوس